# Maurus Pfalzgraf
Maurus Pfalzgraf (* 23. Dezember 1999 in Feuerthalen) ist ein Schweizer Politiker (Junge Grüne/Grüne).

## Leben
Maurus Pfalzgraf wuchs in Feuerthalen auf und besuchte die Kantonsschule Schaffhausen. Er wurde 2013 in das Kanu-Nachwuchskader aufgenommen und erreichte 2017 im Zweier mit Linus Bolzern den 5. Rang an der Junioren-EM in Belgrad und der 13. Rang bei der Junioren-WM in Pitesti. Maurus Pfalzgraf studiert Umweltwissenschaften an der ETH Zürich und absolviert das Lehrdiplom Sport. Er lebt in Schaffhausen.

## Politik
Maurus Pfalzgraf wurde bei den Wahlen 2021 in den Kantonsrat des Kantons Schaffhausen gewählt. Er ist Mitglied der Geschäftsprüfungskommission.
Maurus Pfalzgraf ist Vorstandsmitglied von Pro Velo Schaffhausen.